# De'Mon Brooks
De'Mon Brooks (Charlotte, 28 maggio 1992) è un cestista statunitense.